# سوني فنسنت
سوني فنسنت (بالإنجليزية: Sonny Vincent)‏ هو مغني وكاتب أغاني أمريكي، ولد في 7 يوليو 1953 في نيويورك في الولايات المتحدة.

## وصلات خارجية
- سوني فنسنت على موقع ميوزك برينز (الإنجليزية)
- سوني فنسنت على موقع ديسكوغز (الإنجليزية)